# グルセタ賞
グルセタ賞（西 : Trofeo Guruceta, 英 : Guruceta Trophy）は、スペインのサッカーリーグであるリーガ・エスパニョーラのプリメーラ・ディビシオン（1部）とセグンダ・ディビシオン（2部）それぞれにおいて、そのシーズンの最優秀審判に与えられる賞である。マルカ紙が主催している。賞の名前はスペインで著名な審判のエミリオ・グルセタに因んでいる。

## ルール
リーガ・エスパニョーラのすべての試合後、マルカ紙のジャーナリストが各試合の主審の出来を3点（最高点）から0点（最低点）で評価する。シーズン終了時に1試合平均点がもっとも高かった主審が賞を受賞する。

## 歴代受賞者
| シーズン | プリメーラ                                 | セグンダ                   |
| -------- | ------------------------------------------ | -------------------------- |
| 1986-87  | ヒメネス・モレーノ, ソリアーノ・アラドレン | 存在せず                   |
| 1987-88  | マルティン・ナバレッテ                     | 存在せず                   |
| 1988-89  | ラモス・マルコス                           | 存在せず                   |
| 1989-90  | ラモス・マルコス                           | 存在せず                   |
| 1990-91  | アンドゥハル・オリーベル                   | 存在せず                   |
| 1991-92  | マヌエル・ディアス・ベガ                   | 存在せず                   |
| 1992-93  | アンドゥハル・オリーベル                   | 存在せず                   |
| 1993-94  | アントニオ・ロペス・ニエト                 | アントニャーナ・モラーサ   |
| 1994-95  | アントニオ・ロペス・ニエト                 | プエンテス・レイラ         |
| 1995-96  | アントニオ・ロペス・ニエト                 | メディーナ・カンタレホ     |
| 1996-97  | アントニオ・ロペス・ニエト                 | ロマン・ゴンサレス         |
| 1997-98  | マヌエル・ディアス・ベガ                   | ロマン・ゴンサレス         |
| 1998-99  | プラドス・ガルシア                         | ムニス・フェルナンデス     |
| 1999-00  | アントニオ・ロペス・ニエト                 | アミルブル・サンタマリア   |
| 2000-01  | ガルシア・アランダ                         | ロマン・ゴンサレス         |
| 2001-02  | イトゥラルデ・ゴンサレス                   | ロマン・ゴンサレス         |
| 2001-02  | マヌエル・メフト・ゴンサレス               | ロマン・ゴンサレス         |
| 2002-03  | マヌエル・メフト・ゴンサレス               | デルガド・フェレイロ       |
| 2003-04  | マヌエル・メフト・ゴンサレス               | フェルナンデス・インホーサ |
| 2004-05  | ロサントス・オマール                       | フェルナンデス・インホーサ |
| 2005-06  | エスキナス・トーレス                       | ゴンサレス・ゴンサレス     |
| 2006-07  | ウンディアーノ・マジェンコ                 | セッロ・グランデ           |
| 2007-08  | メヒア・ダビラ                             | ペレス・リマ               |
| 2008-09  | メヒア・ダビラ                             | ペレス・リマ               |
| 2009-10  | ウンディアーノ・マジェンコ                 | ミランダ・トーレス         |
| 2010-11  | マテウ・ラオス                             | ミランダ・トーレス         |
| 2011-12  | デルガド・フェレイロ                       | ミランダ・トーレス         |
| 2012-13  | ベラスコ・カルバージョ                     | ビカンディ・ガリード       |
| 2013-14  | マテウ・ラオス                             | バルデス・アジェル         |
| 2014-15  | エルナンデス・エルナンデス                 | バルデス・アジェル         |
| 2015-16  | ベラスコ・カルバージョ                     | デ・ラ・フエンテ・ラモス   |
| 2016-17  | マルティネス・ムヌエラ                     | コルデロ・ベガ             |
| 2017-18  | カルロス・デル・セロ・グランデ             | バルデス・アジェル         |
| 2018-19  | カルロス・デル・セロ・グランデ             | アレセス・フランコ         |

## 受賞回数ランキング
プリメーラ・ディビシオンの複数回受賞者(2011-12シーズン終了時点)
| 回数 | 名前                         |
| ---- | ---------------------------- |
| 5回  | アントニオ・ロペス・ニエト   |
| 3回  | マヌエル・メフト・ゴンサレス |
| 2回  | アンドゥハル・オリーベル     |
| 2回  | マヌエル・ディアス・ベガ     |
| 2回  | ラモス・マルコス             |
| 2回  | メヒア・ダビラ               |
| 2回  | ウンディアーノ・マジェンコ   |